# Dien Bien Phu
Dien Bien Phu (Ðiện Biên Phủ) és una ciutat mitjana al nord-oest del Vietnam. És coneguda perquè va ser l'escenari de la batalla de Dien Bien Phu, entre el Vietminh i França. La batalla va suposar el final de la guerra d'Indoxina, que desembocaria en la formació del Vietnam del Nord i del Vietnam del Sud. La ciutat té una població de 125.000 habitants. La majoria no són ètnicament vietnamites, ja que en trobar-se a la zona muntanyosa de l'interior, és poblada majoritàriament per tais. Dien Bien Phu és a la vall de Muong Thanh i és la capital de la Província Dien Bien. És a 35 quilòmetres de la frontera amb Laos. Els majors atractius turístics estan relacionats amb la batalla: el museu de guerra i el cementeri del Vietminh.